# Русские в Канаде
Русские в Канаде — граждане или постоянные жители Канады, имеющие русское происхождение.

## История
В последние десятилетия XIX века из Российской империи в Канаду переселились 8 тыс. немецких колонистов-меннонитов и гуттеритов и 7 726 духоборов, а также несколько тысяч евреев. Духоборы до настоящего времени являются наиболее сплочённой группой канадцев русского происхождения, более половины из 30 тыс. потомков эмигрантов-духоборов владеют русским языком. Владеют русским языком и потомки российских немцев-гуттеритов (22 тыс.) и меннонитов (более 200 тыс.), хотя они не учитываются переписью как «русские».
Среди иммигрантов из Российской империи были рабочие, крестьяне, бежавшие политические ссыльные, революционеры. Многие из них устраивались на тяжёлую и грязную работу.
После Октябрьской революции в Канаду попало мало «эмигрантов первой волны» из интеллигенции; среди иммигрантов восточнославянского происхождения преобладали трудовые иммигранты с низким уровнем квалификации, в основном из Западной Белоруссии и Западной Украины.
После Второй мировой войны в Канаду попали «эмигранты второй волны», многие из которых скрывали своё происхождение, старались скорее «раствориться» в канадском обществе.
Наиболее многочисленная группа канадцев российского происхождения представлена иммигрантами, прибывшими в 1980-1990-е годах, как правило, по израильской визе, в большинстве своём евреями.

## Численность русских канадцев
- По состоянию на 2006 год, общее число русских канадцев оценивалось в 500 600 человек[3] или 1,6 % всего населения Канады.
- По данным на 2011 год, общее число русских в Канаде составило 550 520 человек[4] или 1,5 % населения.
- По данным канадской переписи 2016 год, общее число русских канадцев оценивалось в 622 445 человек.[5] Статистика по провинциям и территориям:

| Провинция                  | Численность (2016) | Численность (2016) | Численность (2016) | Доля в населении провинции | Доля от общего числа русских в Канаде | Численность (2006) | Численность (1996) | Изменение, 2016/1996 | Изменение, % |
| Провинция                  | Всего              | из них             | из них             | Доля в населении провинции | Доля от общего числа русских в Канаде | Численность (2006) | Численность (1996) | Изменение, 2016/1996 | Изменение, % |
| Провинция                  | Всего              | Мужчин             | Женщин             | Доля в населении провинции | Доля от общего числа русских в Канаде | Численность (2006) | Численность (1996) | Изменение, 2016/1996 | Изменение, % |
| -------------------------- | ------------------ | ------------------ | ------------------ | -------------------------- | ------------------------------------- | ------------------ | ------------------ | -------------------- | ------------ |
| Канада (Всего)             | 622 445            | 297 600            | 324 850            | 1,8%                       | 100,0%                                | 500 600            | 272 335            | 350 110              | 128,56%      |
| Ньюфаундленд и Лабрадор    | 910                | 480                | 430                | 0,2%                       | 0,1%                                  | 595                | 435                | 475                  | 109,20%      |
| Остров Принца Эдуарда      | 500                | 200                | 300                | 0,3%                       | 0,1%                                  | 270                | 165                | 335                  | 203,03%      |
| Новая Шотландия            | 4775               | 2210               | 2570               | 0,5%                       | 0,8%                                  | 3185               | 1860               | 2915                 | 156,72%      |
| Нью-Брансуик               | 2260               | 1015               | 1245               | 0,3%                       | 0,4%                                  | 1265               | 830                | 1430                 | 172,29%      |
| Квебек                     | 55 230             | 26 405             | 28 830             | 0,7%                       | 8,9%                                  | 40 155             | 19 210             | 36 020               | 187,51%      |
| Онтарио                    | 220 850            | 103 650            | 117 200            | 1,6%                       | 35,5%                                 | 167 365            | 74 465             | 146 385              | 196,58%      |
| Манитоба                   | 58 225             | 28 625             | 29 605             | 4,6%                       | 9,4%                                  | 45 625             | 21 465             | 36 760               | 171,26%      |
| Саскачеван                 | 39 395             | 19 620             | 19 775             | 3,6%                       | 6,3%                                  | 35 050             | 25 420             | 13 975               | 54,98%       |
| Альберта                   | 107 800            | 51 840             | 55 960             | 2,7%                       | 17,3%                                 | 92 015             | 51 190             | 56 610               | 110,59%      |
| Британская Колумбия        | 131 060            | 62 880             | 68 180             | 2,9%                       | 21,1%                                 | 114 105            | 76 265             | 54 795               | 71,85%       |
| Юкон                       | 820                | 365                | 460                | 2,3%                       | 0,1%                                  | 610                | 585                | 235                  | 40,17%       |
| Северо-Западные территории | 510                | 260                | 255                | 1,2%                       | 0,2%                                  | 295                | 435                | 75                   | 17,24%       |
| Нунавут                    | 100                | 60                 | 40                 | 0,3%                       | 0,016%                                | 65                 | -                  | -                    | -            |

### Провинции с высокой численностью русских канадцев

#### Онтарио
Данные с 2006 года:
- 186.940 (37,3 % общенациональной численности), из них в Торонто — 118,09 тыс.[6]
  - Оттава (районы Каната, Британия, Меканиксвилл). По данным переписи 2016 г., русский язык как родной определяли 6150 жителей Оттавы[7].
  - Торонто (значительная часть сконцентрирована вдоль Баттерст-стрит)
  - Миссисога

#### Британская Колумбия
Данные с 2006 года:
- 120.835 (24,1 % общенациональной численности), из них в Ванкувере — 51,51 тыс.[8]

#### Альберта
Данные с 2006 года:
- 99.780 (19,9 % общенациональной численности), из них в Калгари — 34,25 тыс.[9] Имеются также крупная община русских в Эдмонтоне (26,055 тыс.)[источник не указан 2089 дней].

#### Квебек
Данные с 2006 года:
- 45.115 (9,1 % общенациональной численности), из них в Монреале — 40,765 тыс.[10]
  - Большой Монреаль (Кот-де-Неж, Кот-Сен-Люк)

#### Манитоба
Провинция имеет самую высокую долю русских канадцев среди всех провинций. 
- Имеется крупная община русских в Виннипеге - 29 575 (3,9% населения города).
- В городе Морден русскими являются 18,3% населения (1 555 жителей). Данные указаны по состоянию на 2016 год.